# Protorhiza cyanosticta
Protorhiza cyanosticta är en fjärilsart som beskrevs av Diakonoff 1967. Protorhiza cyanosticta ingår i släktet Protorhiza och familjen fransmalar. Inga underarter finns listade i Catalogue of Life.